# Martín Benítez
Martín Nicolás Benítez (Posadas, 17 giugno 1994) è un calciatore argentino, ala o attaccante dell'América-MG.

## Caratteristiche tecniche
È una punta centrale, ma può giocare anche in posizione leggermente arretrata.

## Palmarès

### Club

#### Competizioni internazionali
- Coppa Sudamericana: 1

Independiente: 2017
- Coppa Suruga Bank: 1

Independiente: 2018

#### Competizioni statali
- Campionato Gaucho: 1

Grêmio: 2022

### Individuale
- Miglior giocatore del Campionato Paulista: 1

2021